# 英語純化運動
英語純化運動是指將英語中的外來語詞彙（主要來自古法語）替換為本土起源詞彙的運動，該運動又被稱為Anglish。本土語言可以指盎格魯-薩克森語，或包括所有日耳曼語言詞彙。英語純化運動至少在16至17世紀就已經開始。19世紀時的一些作家，如查爾斯·狄更斯、湯瑪士·哈代和威廉·巴恩斯等都支持語言純潔運動。20世紀著名的英語純化運動支持者包括喬治·奧威爾。